# Sureyaella bella
Sureyaella bella är en insektsart som beskrevs av Boris Petrovich Uvarov 1934. Sureyaella bella ingår i släktet Sureyaella och familjen vårtbitare. Inga underarter finns listade i Catalogue of Life.